# 33-тя окрема мотострілецька бригада (РФ)
33-тя окрема мотострілецька бригада (гірська) (33 ОМСБр (г), в/ч 22179) — військове формування мотострілецьких військ Збройних сил Російської Федерації, що існувало у 2005—2016 роках. Входило до складу 49-ї загальновійськової армії Південного військового округу.
Бригада брала участь у російсько-грузинській війні 2008 року, і російсько-українській війні 2014 року.
У 2016 році бригаду було переформовано у 102-й мотострілецький полк створюваної на той час 150-ї мотострілецької дивізії.

## Історія

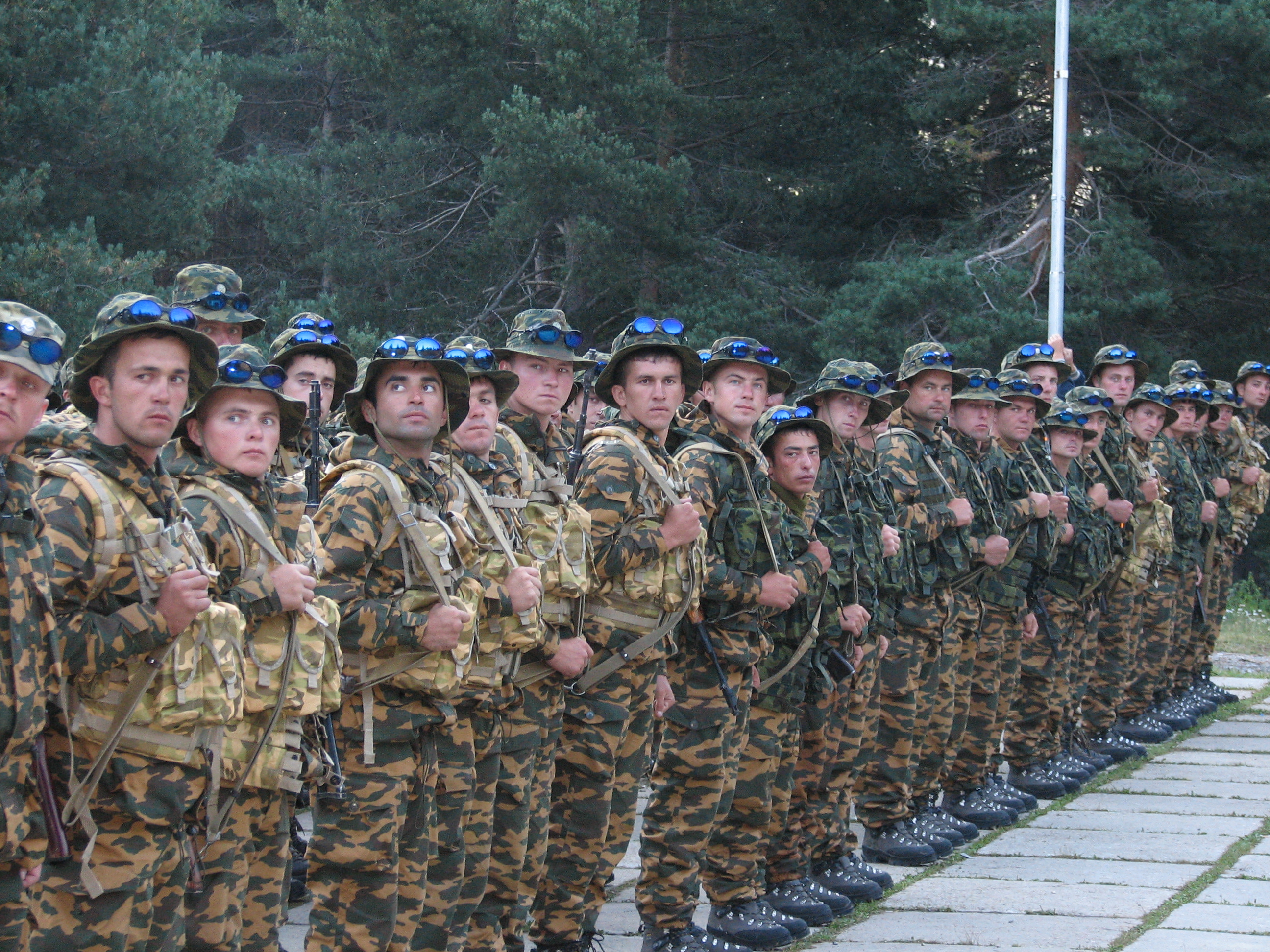
Військовослужбовці бригади перед штурмом г. Ельбрус, серпень 2007.

33-тя окрема мотострілецька бригада (гірська) була сформована 2005 року і спочатку розташовувалась в селищі Ботліх (Дагестан). Військове містечко бригади було побудоване в 2007 році за особистим указом В. В. Путіна за 14 млрд руб. А в лютому 2008 року Володимир Путін відвідав бригаду, де йому продемонстрували техніку, яка стоїть на озброєнні бригади, засоби зв'язку та радіоелектронної боротьби.

### Російсько-грузинська війна
В 2008 році частина брала участь у бойових діях на території Абхазії.
Незважаючи на дорожнечу збудованого для неї гарнізону, 33-тя бригада (деякий час носила назву розвідувальної) в 2011 році була передислокована в Майкоп на місце розташування колишньої 131-ї окремої мотострілецької бригади (в свою чергу переміщену в 2009 році в Абхазію, де та склала ядро 7-ї військової бази). 

### Війна на сході України
В 2014 році була перекинута безпосередньо до українського кордону на полігон Кадамовський. Спочатку на нове місце дислокації відправили військовослужбовців за контрактом.
Восени 2014 року неподалік селища Новосвітлівка Луганської області було зафіксовано солдата військ ППО 33-ї мотострілецької бригади Євгена Шершньова.
В 2015 році стало відомо про кримінальні впровадження стосовно солдат-контрактників, які масово намагались звільнитись з служби.
У 2016 році бригаду було реорганізовано у 102-й мотострілецький полк.

## Командування
- 2008 - полковник Володимир Соколов
- 2011 - полковник Іван Попов

## Підпорядкування
| Дата | Округ                                | Армія                         | Корпус | Примітка |
| ---- | ------------------------------------ | ----------------------------- | ------ | -------- |
| 2005 | Північно-Кавказький військовий округ | 58-ма загальновійськова армія | -      | -        |
| 2015 | Південний військовий округ           | 49-та загальновійськова армія | -      | -        |
| 2016 | Південний військовий округ           | 8-ма загальновійськова армія  | -      | -        |